# Napięcie wyjściowe
Napięcie wyjściowe jest to napięcie elektryczne występujące po stronie wyjścia urządzenia. Kształt, wielkość napięcia i in. zależą od rodzaju urządzenia. Wyspecjalizowane urządzenia służące do konwersji napięcia nazywa się przekształtnikami napięcia. Przekształtnikiem napięcia (zmieniającym tylko wartość napięcia) jest transformator.